# باب بنموشه
باب بنموشه (به انگلیسی: Bob Benmosche) (زاده ۲۹ مه ۱۹۴۴ - درگذشته ۲۷ فوریه ۲۰۱۵) کارآفرین، بازرگان و مدیر ارشد اجرایی آمریکایی بود، که در فاصله سال‌های ۲۰۰۹ تا ۲۰۱۴ به‌عنوان مدیر عامل گروه بین‌المللی آمریکایی فعالیت می‌کرد.